# Donna Lewis
Donna Lewis, (Cardiff, 6 augustus 1973) is een uit Wales afkomstige singer-songwriter en muziekproducent, bekend van haar hit "I love you always forever" uit 1996.

## Biografie
Donna Lewis is geboren en opgegroeid in Cardiff, Wales. Lewis volgde piano- en fluitles aan het 'Welsh College of Music and Drama'. Haar eerste optredens waren samen met lokale bands waarbij ze haar zang- en songwritingtalent verder ontwikkelde. Vanaf 1990 heeft Lewis opgetreden in diverse pianobars in zowel het Verenigd Koninkrijk als andere delen van Europa.

## Discografie

### Albums
- Now in a Minute (1996)
- Blue Planet (1998)
- Be Still (2002)
- In the Pink (2007)
- Brand New Day (2015)

### Singles
- I love you always forever (1996)
- Without love (1996)
- Mother (1997)
- Fools paradise (1997)
- At the beginning (1997)
- I could be the one (1998)
- Love him (1998)
- Falling (1999)
- Shout (2007)

| Single met eventuele hitnotering(en) in de Nederlandse Top 40 | Datum van verschijnen | Datum van binnenkomst | Hoogste positie | Aantal weken | Opmerkingen      |
| ------------------------------------------------------------- | --------------------- | --------------------- | --------------- | ------------ | ---------------- |
| I Love You Always Forever                                     | 1996                  | 26-10-1996            | 19              | 5            |                  |
| At The Beginning                                              | 1997                  | 31-1-1998             | tip             |              | Met Richard Marx |